# Jukung

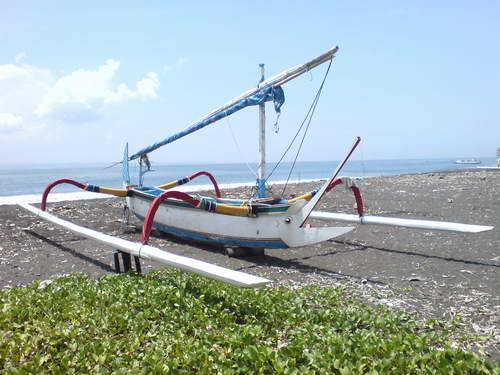
Jukung

Jukung – mała, drewniana łódź używana przez indonezyjskich rybaków. Nowe jednostki w ostatnim czasie zyskały popularność wśród lokalnych miłośników nurkowania.
Łódź pierwotnie została wynaleziona na Bali, składa się z kajaka oraz dwóch płoz, które nadają łodzi dodatkową stabilność. Łodzie są także wyposażone w jeden maszt, który stanowi główny napęd łodzi. Ze względu na fakt, że jeden maszt nie pozwala na osiąganie dużych prędkości, w ostatnich latach popularne stało się wyposażenie łodzi w silniki motorowe. Charakterystyczną cechą Jukung jest tradycyjne wykończenie oraz ozdabianie łodzi, przez co większość łodzi zachowuje oryginalność i dobrze oddaje charakter mieszkańców Bali, którzy w ten sposób wyrażają swoją tradycję.

## Wyścigi jukung
Pod koniec lat 80. XX wieku po raz pierwszy zostały zorganizowane wyścigi łodzi Jukung. Obecnie w zawodach każdego roku startuje minimum 9 załóg, które pokonują dystans z Bali do miasta Darwin w Australii.